# Elected
"Elected" is een nummer van de Amerikaanse band Alice Cooper. Het nummer werd uitgebracht op hun album Billion Dollar Babies uit 1973. Het was de opvolger van het nummer "School's Out" en werd reeds in 1972 op single uitgebracht.

## Achtergrond
"Elected" is geschreven door Cooper en zijn bandleden Glen Buxton, Michael Bruce, Dennis Dunaway en Neal Smith en geproduceerd door Bob Ezrin. Het is het enige politiek beladen nummer van Cooper. Het kwam tot stand nadat Cooper zich realiseerde dat hij de enige persoon op aarde was die meer gehaat werd dan toenmalig Amerikaans president Richard Nixon. Als reactie stelde hij zichzelf als grap kandidaat voor het presidentschap.
"Elected" is een bewerkte versie van de debuutsingle van de band, "Reflected", dat in 1969 verscheen op het album Pretties for You. Volgens Cooper vond Joey Ramone dat "Elected" klonk als het Ramones-nummer "I Wanna Be Sedated". De videoclip van het nummer staat bekend als een van de eerste clips die een verhaal vertellen, in plaats van enkel te dienen als promotievideo waarin de artiest het nummer live speelt.
"Elected" werd een grote hit; zo kwam het in de Amerikaanse Billboard Hot 100 tot plaats 26, terwijl het in het Verenigd Koninkrijk de vierde plaats behaalde. Daarnaast werd het onder meer in Duitsland, Ierland en Oostenrijk een top 10-hit. In Nederland kwam de single tot de vijfde plaats in zowel de Top 40 als de Daverende Dertig; aangezien het vijftien weken genoteerd stond, werd het de grootste hit van Cooper in Nederland. In Vlaanderen kwam de single tot plaats 21 in de voorloper van de Ultratop 50.
"Elected" is een aantal malen gecoverd. In 1992 werd een versie onder de titel "(I Want to Be) Elected" uitgebracht door Rowan Atkinson, in karakter als Mr. Bean, in samenwerking met Smear Campaign, bestaande uit zanger Bruce Dickinson en leden van de hardrockband Taste, die later bekend zou worden als Skin. Deze single werd uitgebracht ter gelegenheid van Comic Relief en bereikte de negende plaats in het Verenigd Koninkrijk. Def Leppard speelde het nummer live in 1987; een opname van hun versie werd in 1992 gebruikt als de B-kant van hun singles "Heaven Is" en "Stand Up (Kick Love into Motion)". In 2008 bereikte een versie door Ayreon vs. Avantasia de honderdste plaats in de Nederlandse Single Top 100.

## Hitnoteringen
Alle noteringen zijn behaald door de versie van Alice Cooper.

### Nederlandse Top 40
| Hitnotering: 02-12-1972 t/m 10-03-1973 | Hitnotering: 02-12-1972 t/m 10-03-1973 | Hitnotering: 02-12-1972 t/m 10-03-1973 | Hitnotering: 02-12-1972 t/m 10-03-1973 | Hitnotering: 02-12-1972 t/m 10-03-1973 | Hitnotering: 02-12-1972 t/m 10-03-1973 | Hitnotering: 02-12-1972 t/m 10-03-1973 | Hitnotering: 02-12-1972 t/m 10-03-1973 | Hitnotering: 02-12-1972 t/m 10-03-1973 | Hitnotering: 02-12-1972 t/m 10-03-1973 | Hitnotering: 02-12-1972 t/m 10-03-1973 | Hitnotering: 02-12-1972 t/m 10-03-1973 | Hitnotering: 02-12-1972 t/m 10-03-1973 | Hitnotering: 02-12-1972 t/m 10-03-1973 | Hitnotering: 02-12-1972 t/m 10-03-1973 | Hitnotering: 02-12-1972 t/m 10-03-1973 | Hitnotering: 02-12-1972 t/m 10-03-1973 |
| Week                                   | 1                                      | 2                                      | 3                                      | 4                                      | 5                                      | 6                                      | 7                                      | 8                                      | 9                                      | 10                                     | 11                                     | 12                                     | 13                                     | 14                                     | 15                                     |                                        |
| -------------------------------------- | -------------------------------------- | -------------------------------------- | -------------------------------------- | -------------------------------------- | -------------------------------------- | -------------------------------------- | -------------------------------------- | -------------------------------------- | -------------------------------------- | -------------------------------------- | -------------------------------------- | -------------------------------------- | -------------------------------------- | -------------------------------------- | -------------------------------------- | -------------------------------------- |
| Positie                                | 28                                     | 18                                     | 9                                      | 5                                      | 5                                      | 5                                      | 5                                      | 7                                      | 9                                      | 13                                     | 14                                     | 19                                     | 27                                     | 37                                     | 39                                     | uit                                    |

### Daverende Dertig
| Hitnotering: 09-12-1972 t/m 17-02-1973 | Hitnotering: 09-12-1972 t/m 17-02-1973 | Hitnotering: 09-12-1972 t/m 17-02-1973 | Hitnotering: 09-12-1972 t/m 17-02-1973 | Hitnotering: 09-12-1972 t/m 17-02-1973 | Hitnotering: 09-12-1972 t/m 17-02-1973 | Hitnotering: 09-12-1972 t/m 17-02-1973 | Hitnotering: 09-12-1972 t/m 17-02-1973 | Hitnotering: 09-12-1972 t/m 17-02-1973 | Hitnotering: 09-12-1972 t/m 17-02-1973 | Hitnotering: 09-12-1972 t/m 17-02-1973 | Hitnotering: 09-12-1972 t/m 17-02-1973 | Hitnotering: 09-12-1972 t/m 17-02-1973 |
| Week                                   | 1                                      | 2                                      | 3                                      | 4                                      | 5                                      | 6                                      | 7                                      | 8                                      | 9                                      | 10                                     | 11                                     |                                        |
| -------------------------------------- | -------------------------------------- | -------------------------------------- | -------------------------------------- | -------------------------------------- | -------------------------------------- | -------------------------------------- | -------------------------------------- | -------------------------------------- | -------------------------------------- | -------------------------------------- | -------------------------------------- | -------------------------------------- |
| Positie                                | 19                                     | 11                                     | 6                                      | 6                                      | 5                                      | 5                                      | 8                                      | 12                                     | 13                                     | 14                                     | 23                                     | uit                                    |

### NPO Radio 2 Top 2000
| Nummer met noteringen in de NPO Radio 2 Top 2000 | '00 | '01 | '02 | '03 | '04 | '05 | '06 | '07 | '08 | '09  | '10  | '11  | '12  | '13  |
| ------------------------------------------------ | --- | --- | --- | --- | --- | --- | --- | --- | --- | ---- | ---- | ---- | ---- | ---- |
| Elected                                          | 537 | 583 | 687 | 574 | 629 | 809 | 996 | 894 | 772 | 1332 | 1052 | 1271 | 1618 | 1777 |

1. ↑  Een vetgedrukt getal geeft de hoogste notering aan.
2. ↑  2000 was het eerste jaar met een notering voor dit nummer.
3. ↑  Deze tabel is bijgewerkt tot en met de laatste editie (2024).